# Maubeuge
Maubeuge (Nederlands: Mabuse of Malbode) is een gemeente in het Franse Noorderdepartement (Frans: département du Nord) (regio Hauts-de-France). De plaats ligt aan de Samber, en maakt deel uit van het arrondissement Avesnes-sur-Helpe. Maubeuge telde op 1 januari 2022 28.879 inwoners.
In de Frankische tijd werd op deze plaats een abdij gebouwd.

## Geografie
De oppervlakte van Maubeuge bedroeg op 1 januari 2022 18,85 vierkante kilometer; de bevolkingsdichtheid was toen 1.532 inwoners per km².

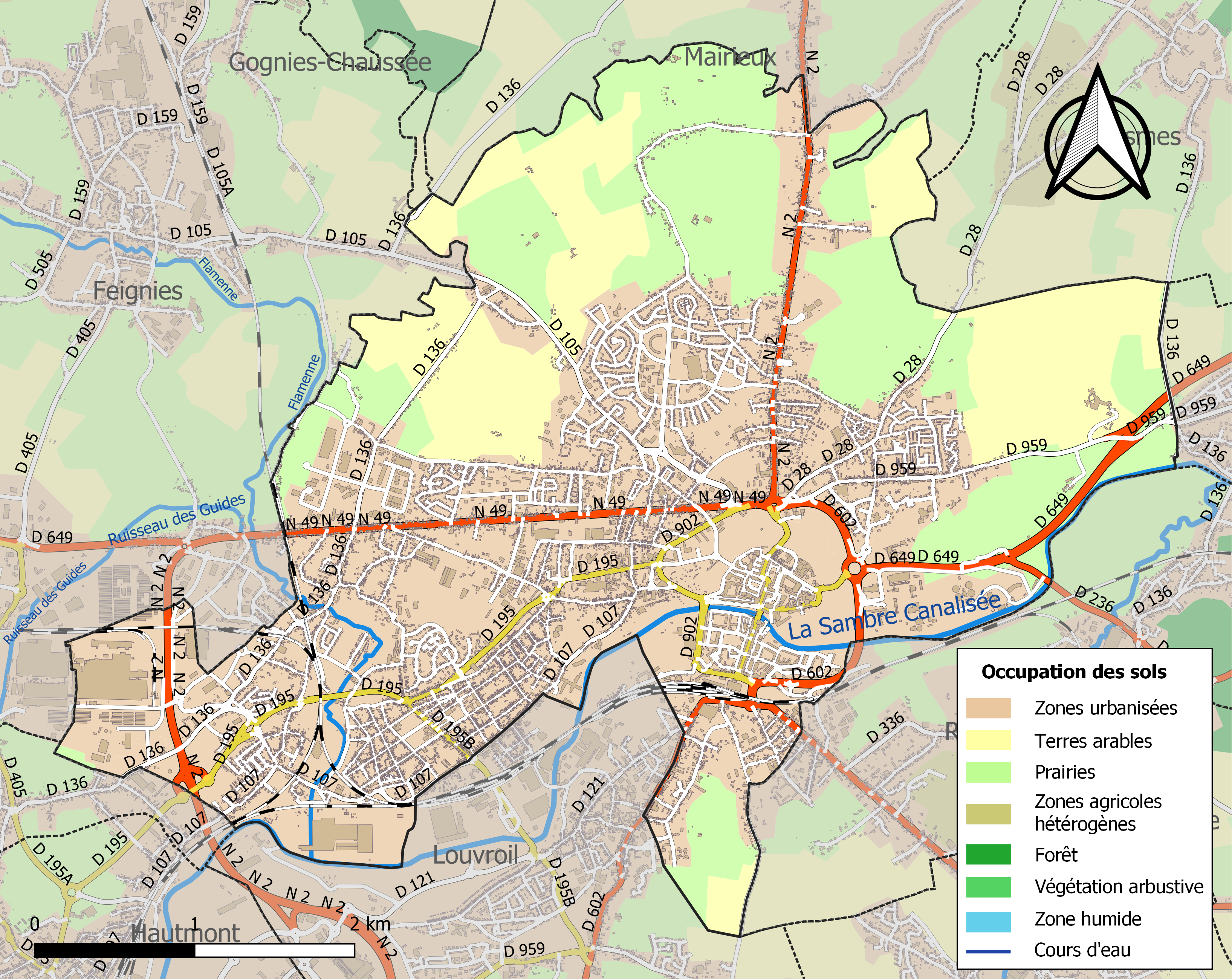
Kaart van de gemeente met belangrijkste infrastructuur, bodemgebruik en omliggende gemeenten

## Bezienswaardigheden
- Vestingwerken, ontworpen door Vauban (1679-1685)
- Begijnhof (Béguinage des Cantuaines), gesticht in 1562
- Kapel van de Zwarte Zusters, die oorspronkelijk deel uitmaakte van het klooster der Augustinessen, uit de 17e eeuw, later een militair hospitaal.
- Sint-Petrus en -Pauluskerk (Église Saint-Pierre-Saint-Paul), modernistische kerk (1955-1958)
- La Salle Strhau, voormalige Jezuïetenkerk, gesticht in 1620. In 1930 werd het interieur omgevormd tot feestzaal in art-deco-stijl.
- Kerk van Onze-Lieve-Vrouw van de Linde (Église Notre-Dame du Tilleul), een neogotisch bouwwerk uit 1864.
- Kanunnikessenwoningen aan de Place Verte, eind 17e eeuw.
- Moulin Tablette, een ronde stenen molen uit 1799, van 1993-1999 deels gereconstrueerd.
- Zoo de Maubeuge

## Demografie
Onderstaande figuur toont het verloop van het inwonertal (bron: INSEE-tellingen).

## Bekende inwoners van Maubeuge

### Geboren
- Jan Gossaert (1478?-1532), schilder
- Michele Desubleo (1602-1676), Zuid-Nederlands kunstschilder
- Charles Goethals (1782-1851), Belgisch generaal
- Albert Prisse (1788-1856), Belgisch politicus
- David Lefèvre (1972), wielrenner
- Laurent Lefèvre (1976), wielrenner
- Daniel Moreira (1977), voetballer
- David Boucher (1980), wielrenner
- Mohamed Dahmane (1982), Frans-Algerijns voetballer
- Léandre Griffit (1984), voetballer
- Benjamin Boulenger (1990), voetballer
- Benjamin Pavard (1996), voetballer

### Overleden
- Aldegonda van Maubeuge (630-684), heilige

## Galerij

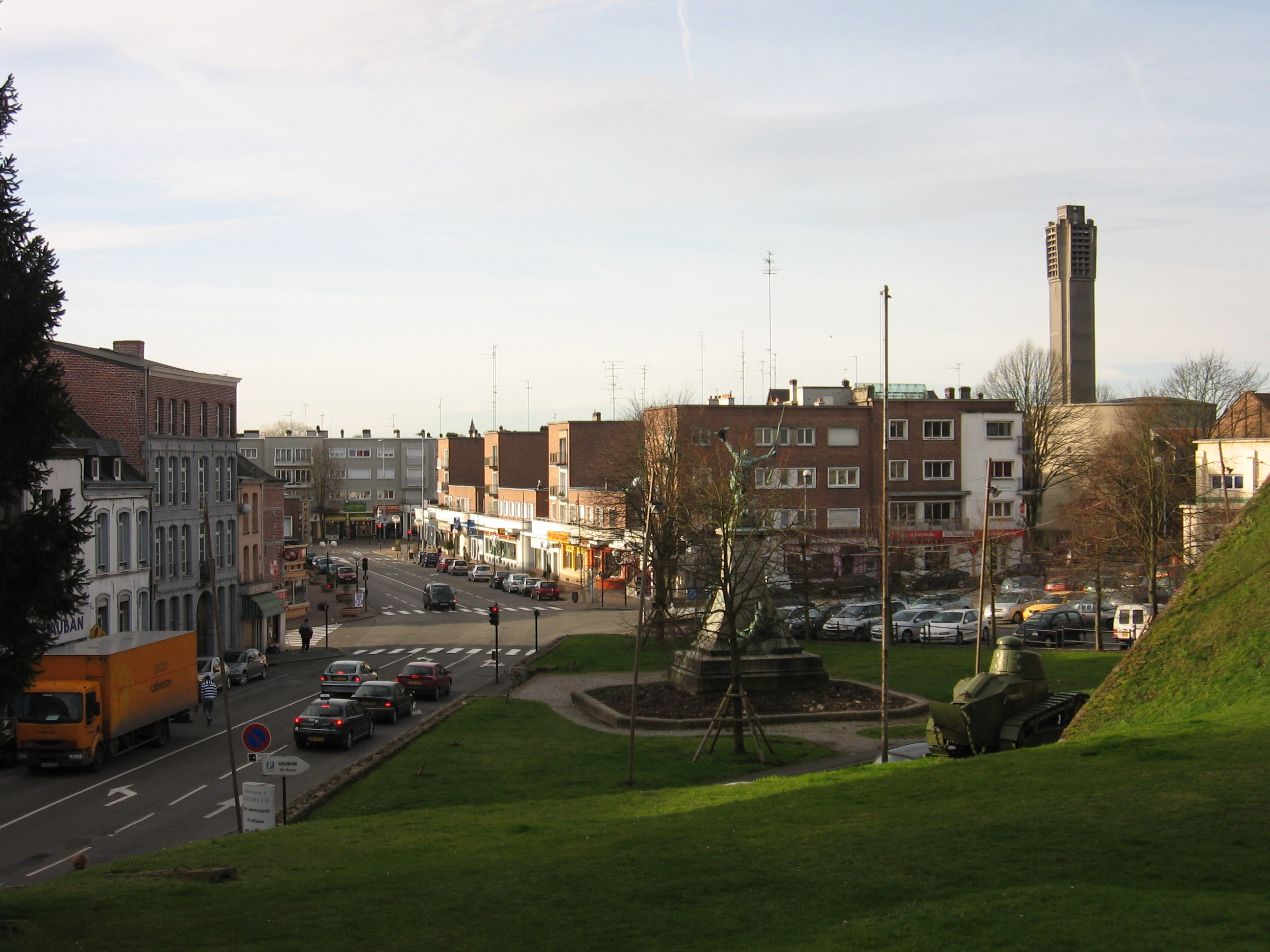
Uitzicht vanaf de vesting
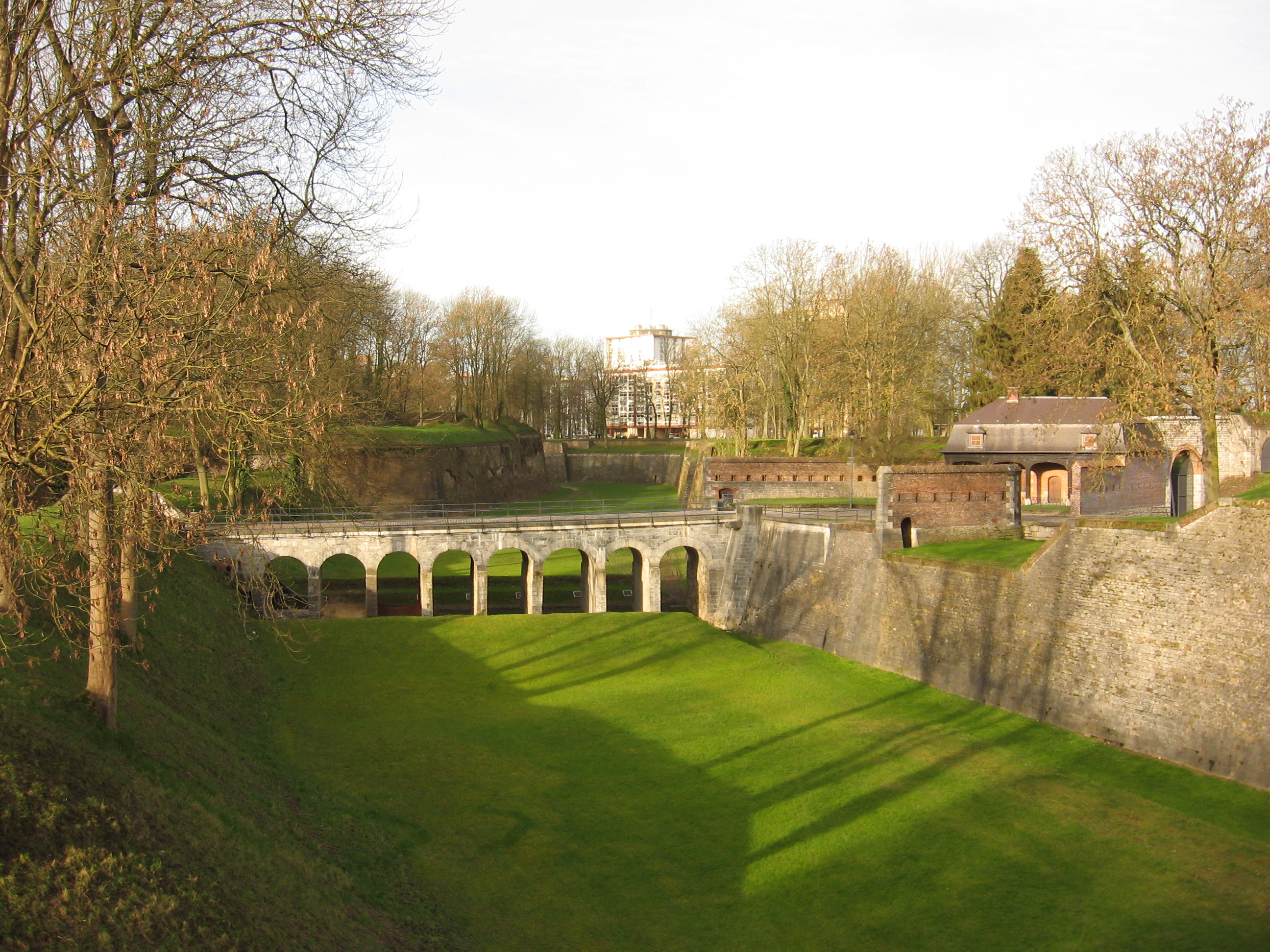
Vesting